# Martin Thommen (Koch)
Martin Thommen (* 1980) ist ein Schweizer Koch und Präsident der Sektion Schweiz der Jeunes Restaurateurs.

## Werdegang

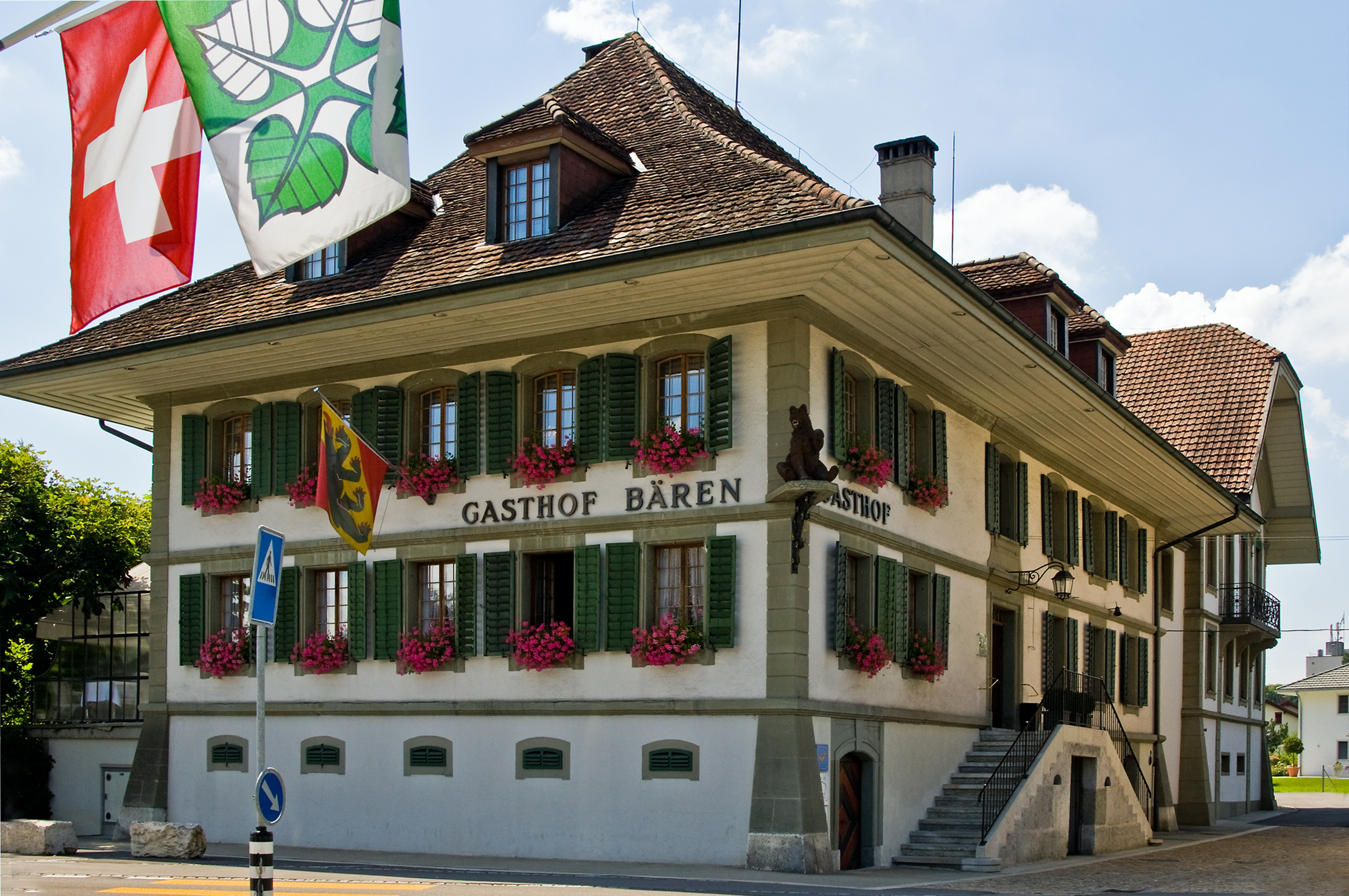
Landgasthof Bären

Thommen entstammt einer Gastronomenfamilie, die den Landgasthof Bären in Utzenstorf in der 14. Generation als Familienbetrieb führt. Die Geschichte des Hauses ist ab dem Jahr 1261 dokumentiert.
Nach der Ausbildung bei dem Kräuter-Pionier Oskar Marti in Münchenbuchsee wechselte Thommen zum Restaurant Acquarello bei Mario Gamba in München (ein Michelin-Stern). Dann ging er zum Restaurant Fischerzunft bei André Jaeger in Schaffhausen und zum Restaurant  Kunststuben bei Horst Petermann in Küsnacht. Seit Dezember 2007 wirkt er mit seiner Frau Manuela im Familienbetrieb mit.
2009 wurde er Küchenchef im elterlichen Landgasthof Bären. Das Restaurant wurde seitdem weiter mit einem Bib vom Guide Michelin ausgezeichnet. 2017 übernahm er den Gasthof.